# Tuhaj Bej

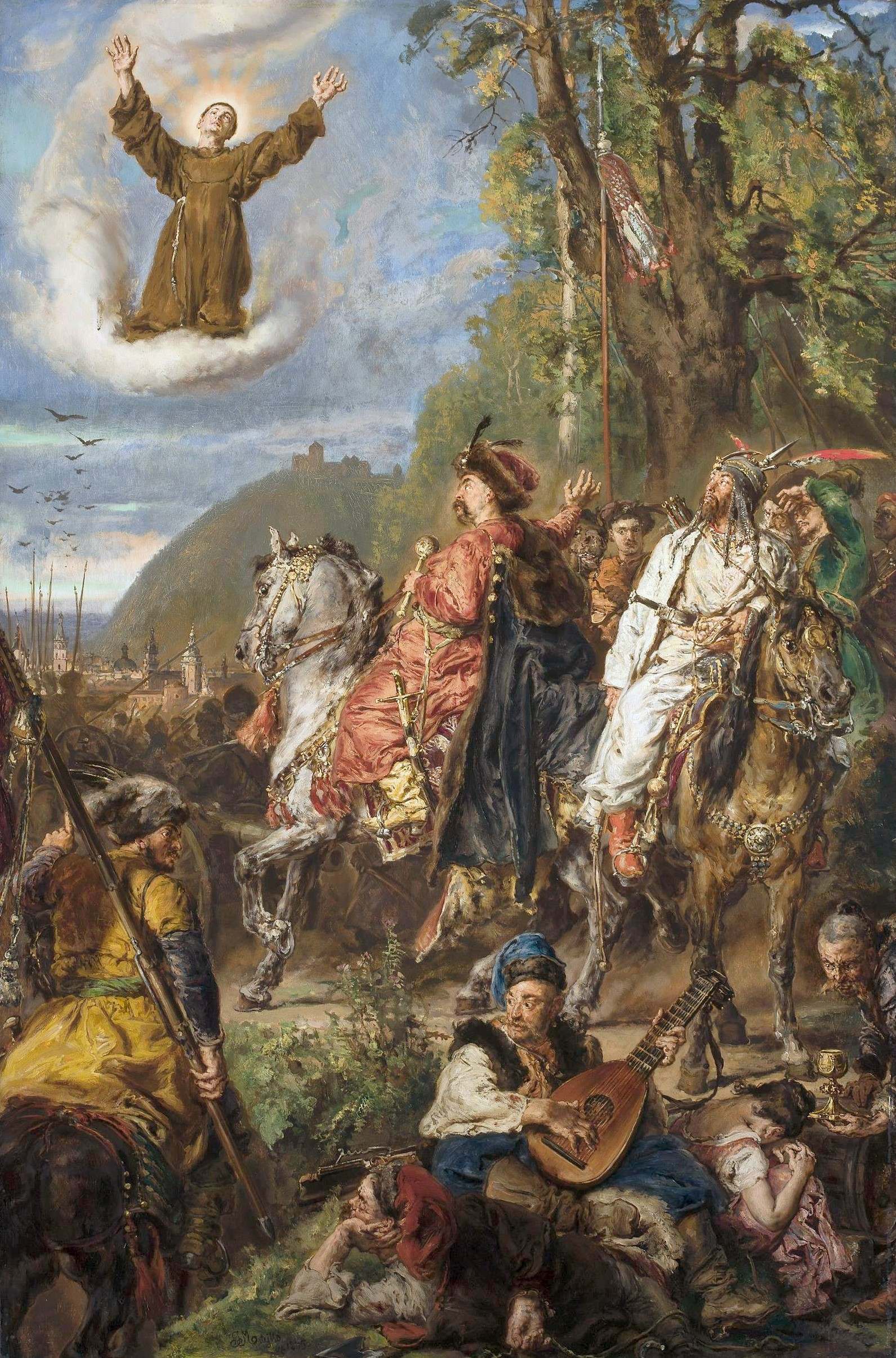
Bohdan Chmelnický s Tuhaj Bejem ve Lvově, olej na plátně od Jana Matejka 1885.

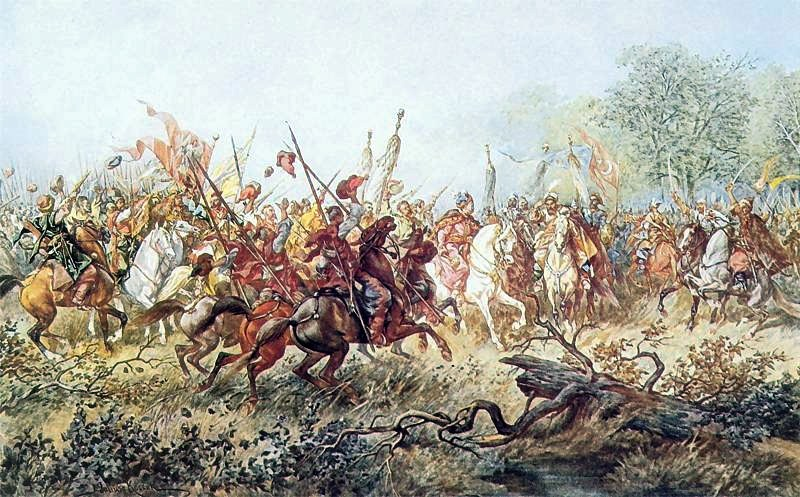
Tuhaj Bej vede tatarskou jízdu.

Mirza Tughaj Bej (krymskotatarsky Toğay bey, polsky Tuhaj-bej, ukrajinsky Тугай-бей 1601? – 30. června 1651) byl vojenský velitel a politik krymských Tatarů.

## Životopis
Pocházel z krymské šlechtické rodiny Arğınů a jeho celé jméno bylo Argin Dogan Tuhaj bej. Bej je titul, přibližně na úrovni evropského titulu vévoda. Tento titul získal poté, co se stal náčelníkem Perekopského sandžaku, který byl jedním z nejdůležitějších sandžaků v Krymském chanátu, protože na jeho území se nachází Perekopská šíje, která spojuje poloostrov Krym s pevninou a byl tak zásadní pro obranu chanátu.
Někdy v letech 1642 až 1644 se stal velitelem Perekopského sandžaku a od té doby jeho pozice u chána rostla. Tuhaj Bej byl jedním z místodržících, který měl svůj vlastní prapor a třítisícovou skupinu osobních vojáků. Roku 1644 mu chán Mehmed IV. Giraj svěřil vedení hlavní tatarské výpravy proti Polsko-litevské unii. Jeho armáda ale byla odražena polskou armádou vedenou hejtmanem Stanisławem Koniecpolskim dřív, než dosáhla hustě osídlených oblastí Ukrajiny a poražena v první bitvě u Ochmativu v Čerkaské oblasti.
Na jaře roku 1648 se aktivně zapojil do kozáckého povstání Bohdana Chmlenického znovu proti Polsko-litevské unii. V březnu 1648 dorazil Bohdan Chmelnický ze Záporoží do Bachčisaraje, aby požádal krymského chána İslâma III Giraje (vládl 1644–1654) o vojenskou pomoc proti polské šlechtě. Chmelnický uzavřel s chánem vojenské a politické spojenectví proti Polsko-litevské unii. İslâm III Giraj pověřil Tuhaj Beje, aby vedl velký tatarský sbor na pomoc kozákům. Pod velením Tuhaj Beje bylo podle různých zdrojů 6 až 20 tisíc Tatarů. Dne 18. dubna 1648 se Bohdan Chmelnický s Tuhaj Bejem a jeho tatarskými vojáky vrátil do Záporožské Síče a 22. dubna 1648 se svou tatarskou jízdou a s Bohdanem Chmelnickým s jeho kozáckou armádou vyrazil ze Síče na tažení přes Ukrajinu. Polsko-litevská unie vyslala velkou armádu pod velením hejtmana Mikołaje Potockeho a hejtmana Marcina Kalinowského.
Ve dnech 29. dubna až 16. května 1648 se střetl desetitisícový polský předvoj s kozácko-tatarskými vojsky Chmelnického a Tuhaje v bitvě u Žovti Vody. Kozácko-tatarští spojenci polský předvoj porazili. Ve dnech 25. a 26. května 1648 došlo k bitvě u Korsuně, kde byla dvacetisícová polsko-litevská armáda od velením Mikołaje Potockeho a hejtmana Marcina Kalinowského poražena. V bitvě padlo 5000 polských vojáků; 8500 vojáků a 80 polských hodnostářů, včetně velících hejtmanů padlo do tatarského zajetí. Podle dohody si Chmelnický ponechal zbraně a střelivo a zajatci připadli Tuhajovi, který s nimi odjel zpět na Krym.
V září 1648 chán İslâm III Giraj poslal Tuhaje v čele velké tatarské hordy, aby opět podpořil Chmelnického a jeho kozáky. Tuhaj se s kozáckou armádou spojil ve Volyni a společně s 60000 muži napadli Polsko. Poláci ustoupili až ke Lvovu, kam Tuhaj Bej dorazil koncem září a ihned zahájil obléhání města. Bohdan Chmelnický přinutil obyvatele Lvova k zaplacení velkého výkupného za zrušení obléhání. Tuhaj Bej se pak zúčastnil tažení na Zámostí, kde po vítězné bitvě získal mnoho zajatců, které odvlékl na Krym. V létě 1651 se opět vypravil na válečné tažení na Ukrajinu. Opět se spojil s vojsky Bohdana Chmelnického a plenil polské území. V červnu 1651 v bitvě u Berestečka byl zraněn a svému zranění podlehl.
Vztahy mezi Bohdanem Chmelnickým a Tuhaj Bejem byly přátelské. Bohdan Chmelnický o Tuhaj Bejovi řekl: "... Tuhaj Bej je mi blízký, je to můj bratr, moje duše ..."
Jeho postava je zobrazena v polském historickému románu a také filmu Ohněm a mečem. Ve filmu ho ztvárnil Daniel Olbrychski.